# Estación de Bacalar
Bacalar es la estación de trenes que ubicada en la localidad de Bacalar, Quintana Roo.

## Historia
Andrés Manuel López Obrador anunció en su campaña presidencial del 2018 el proyecto del Tren Maya. El 13 de agosto de 2018 anunció el trazo completo. El recorrido de la nueva ruta del Tren Maya puso a la Estación Bacalar en la ruta que conectaría con Tulum y con Chetumal, Quintana Roo